# Кабралес (сыр)
«Кабра́лес» (исп. Queso de Cabrales, астур. Quesu de Cabrales) — сорт астурийского сыра, полутвёрдый нарезной сыр с голубой плесенью и маслянистой текстурой из астурийского региона Пеньямельера-Альта. Подаётся к молодому красному вину.
Имеет мягкую корочку тёмного цвета. Изготавливается из сырого коровьего молока или его смеси с козьим и овечьим молоком. Сыр созревает в течение 2-5 месяцев под воздействием разнообразных плесневых грибов (главным образом грибка вида Пеницилл рокфоровый), придающих ему характерный нежный и пикантный вкус. Для созревания помещается в естественные пещеры в окрестностях Кабралеса. Ранее его традиционно изготавливали весной и летом и заворачивался в сухие листья каштана или фигового дерева, но в настоящее время производится круглогодично и упаковывается в металлизованную бумагу с изображением листьев.